# Rheintochter (Rakete)

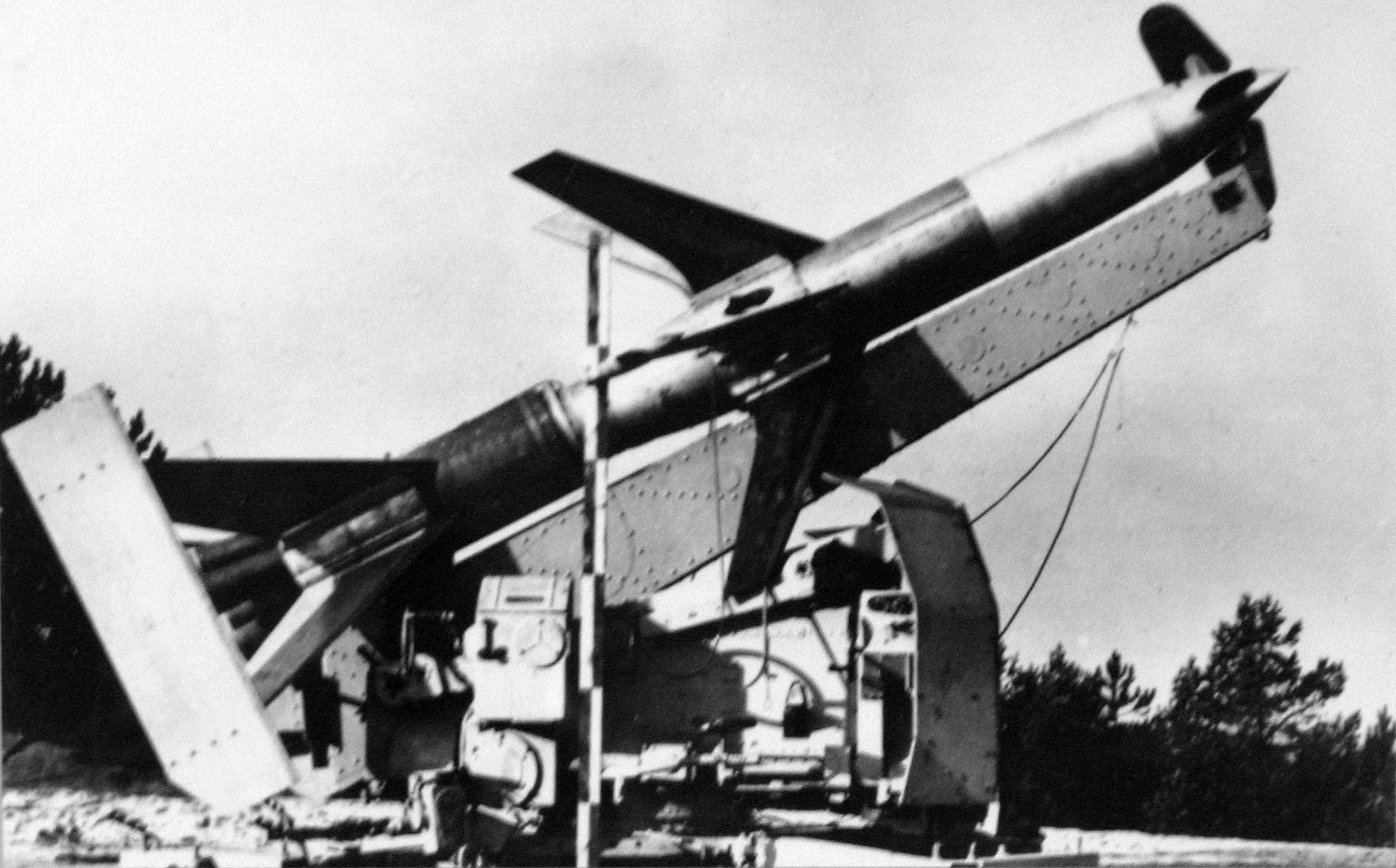
Rheintochter R1 auf Startrampe, 1944

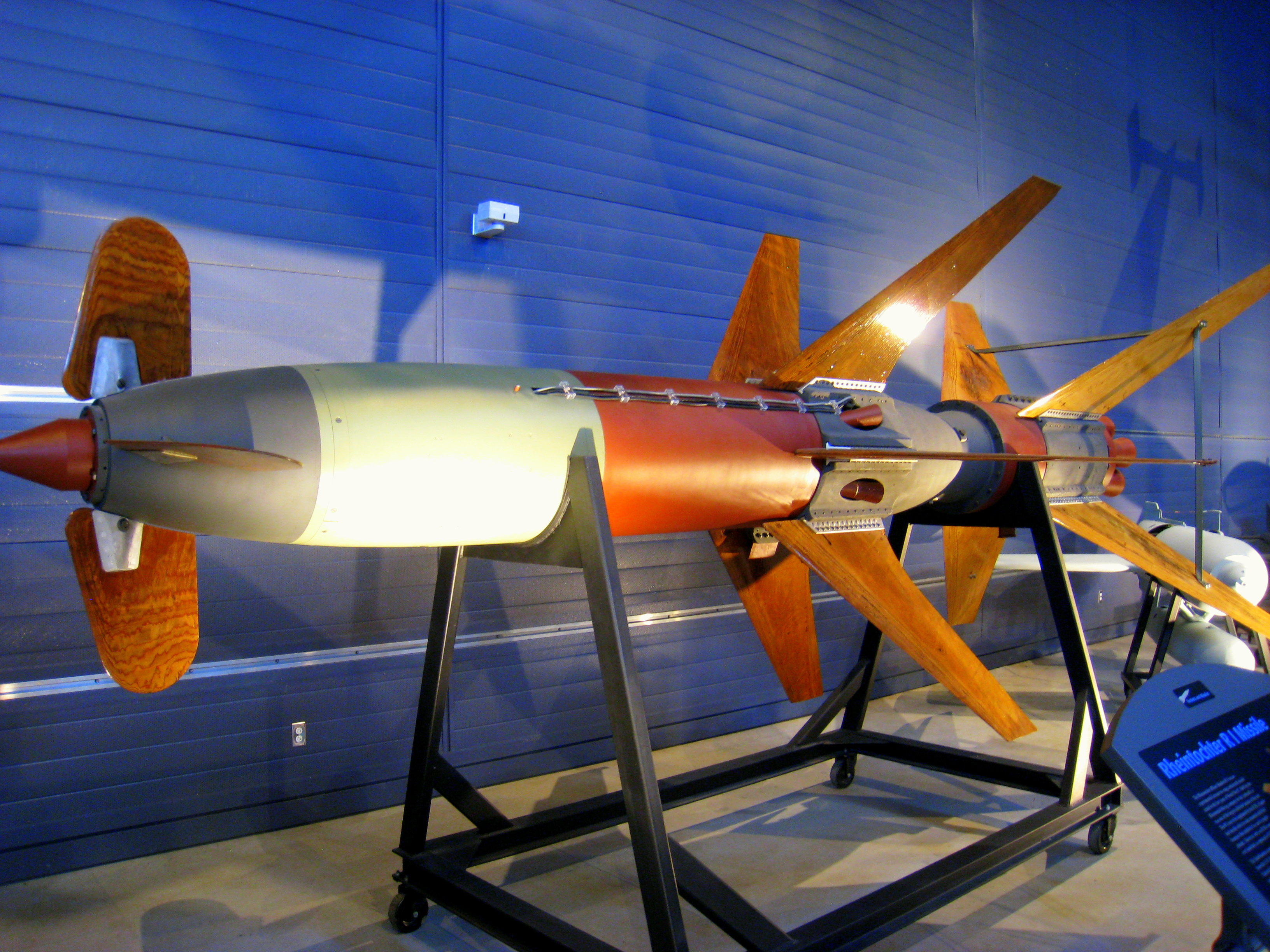
Ausstellungsstück im Steven F. Udvar-Hazy Center in Virgina, USA

Die Rheintochter war eine zweistufige Flugabwehrrakete, die im Deutschen Reich während des Zweiten Weltkriegs entwickelt wurde. Sie sollte die deutsche Flak unterstützen. Die Versuche wurden jedoch mit dem Beginn des Jägernotprogramms weitestgehend eingestellt. Gesteuert wurde die Rakete über Funkimpulse vom Boden aus.

## Geschichte
In enger Zusammenarbeit zwischen Generalmajor von Renz und Heinrich Klein (Rheinmetall-Borsig) sowie dem Direktor der Abteilung Funkortung bei Telefunken, Leo Brandt, entstanden im Herbst 1941 erste Studien und Entwürfe einer Fla-Rakete. Nachdem im Dezember 1941 erste Pläne beim Reichsluftfahrtministerium eingereicht worden waren, kam es einen Monat später zu einer ausführlichen Entwicklungsbesprechung, woran auch Spezialisten für Lenktechnik, Raketenantrieb und Messtechnik teilnahmen.
Im März 1942 einigte man sich auf folgende Entwicklungskriterien. Die Unterschall-Fla-Rakete „Rheintochter (F-P-l)“ war zweistufig ausgelegt, wobei die Startstufe einen RhZ-61/2-Raketenantrieb aufwies. Die Brenndauer betrug nur zwei Sekunden. Die zweite Stufe war ebenfalls mit einem Feststoffmotor ausgerüstet und lief bis zu zehn Sekunden. Um eine günstige Flugstabilität zu erhalten, wies die Rakete relativ große Flächen auf. Wie fast alle Fla-Raketen sollte die F-P-1 mit einem Annäherungszünder, dem Gerät „Kugelblitz“, ausgestattet werden.
Im November 1942 an Rheinmetall-Borsig in Auftrag gegeben, wurde die Rakete in zwei verschiedenen Varianten in der Raketenerprobungsstelle Rumbke bei Leba erprobt. Grundmuster war die 6,3 m lange Rheintochter R1. Die zweite Stufe, der eigentliche Flugkörper, wies bei einem Durchmesser von 540 mm eine Länge von 2860 mm auf. Sie trug den Gefechtskopf von 25 bis 150 kg und einen Zünder, der entweder auf Annäherung reagierte oder vom Boden ausgelöst werden konnte. Der Raketenmotor verfügte über einen 220 kg schweren Diglykoltreibsatz, der einen Anfangsschub von 157 kN lieferte. Die Brenndauer betrug 2,5 s, wobei der Schub jedoch schnell nachließ. Die Düsen ragten dabei durch die Verkleidung ins Freie. Die Steuerung erfolgte durch vier kreuzförmig angebrachte hölzerne Leitflossen an der Flugkörperspitze. Hinter der Mitte der zweiten Stufe waren vier ebenfalls kreuzförmig angebrachte Tragflächen mit einer Spannweite von 2,75 m befestigt. Die Elektronik für die Flugkörperlenkung war im vorderen Drittel des Flugkörpers untergebracht. Als Antenne diente dabei die Aluminiumverkleidung der Tragflächen.
Die erste Stufe mit einer Länge von 2300 mm und einem Durchmesser von 510 mm hatte einen 240 kg schweren Diglykol-Dinitrat-Treibsatz mit einem Schub 73,5 kN und einer Brenndauer von 0,6 s. Es waren sieben Düsen angebracht, von denen zwei mit einer Berstscheibe ausgerüstet waren und nur durchströmt wurden, wenn der Druck zu groß wurde. An dieser Startstufe waren vier Stabilisierungsflächen mit einer Spannweite von 2660 mm befestigt.
Von dieser Variante, die eine Brennschlussgeschwindigkeit von 360 m/s erreichte, wurden bis zum November 1944 51 Starts von einer umgebauten 8,8-cm-Flak-Lafette aus durchgeführt.
Die ab September 1944 im Versuch befindliche Variante Rheintochter R3 besaß ein Flüssigkeitstriebwerk als Oberstufe mit den hypergolen Komponenten Salpetersäure (336 kg) und einem Visol als Brennstoff (81 kg). Diese Kombination lieferte einen Schub von anfangs 21,4 kN, der auf 17,6 kN absank. Die Gesamtbrenndauer betrug dabei 53 s. Zur Treibstoffförderung diente Druckluft. Die beiden seitlich angebrachten Starthilfsraketen der R3-Variante (150 kg Diglykol) erzeugten einen Schub von je 137,3 kN für 0,9 s, der durch abgewinkelte Düsen durch den Flugkörperschwerpunkt wirkte. Die Ausführung war ähnlich der R1-Variante; wiederum wurden sieben Düsen verwendet, von denen zwei mit Berstscheiben ausgerüstet waren. Die R3-Variante erreichte 400 m/s und damit Überschallgeschwindigkeit.
Mit der Rheintochter R1 soll es noch eine provisorische Truppenerprobung gegeben haben. Von der R3 wurden nur wenige Versuchsmuster gestartet.
Originale bzw. aus Originalteilen aufgebaute Rheintöchter gibt es noch in drei Museen zu sehen:
- Steven F. Udvar-Hazy Center
- Deutsches Museum München
- Deutsches Technikmuseum Berlin